# 2018. májusi Korea-közi csúcstalálkozó
 A 2018. májusában Korea-közi csúcstalálkozó volt.Ez volt a második két Korea-közi csúcs 2018-ban. Május 26-án Kim Dzsong Un észak-koreai államelnök és Mun Dzsein dél-koreai elnök ismét találkozott a közös biztonsági övezetben, ezúttal észak-koreai oldalon, az Egyesítő pavilonban található Korea-közi Békeházban. A találkozó két óráig tartott, és más csúcstalálkozókkal ellentétben nem jelentették be korábban nyilvánosan. A dél-koreai elnöki hivatal által közzétett fotókon Mun látható, amint a panmundzsomi fegyverszüneti falu északi oldalához érkezik, és kezet fog Kim nővérével, Kim Jodzsonggal, mielőtt leül Kimmel a csúcstalálkozójukra. Munt Sah Hun, a dél-koreai Nemzeti Hírszerző Szolgálat igazgatója kísérte, míg Kimhez csatlakozott Kim Jongcsol, az észak-koreai katonai hírszerzés egykori főnöke, aki jelenleg az észak-koreai, koreai kapcsolatokkal foglalkozó kormánypárt központi bizottságának alelnöke.  A találkozó nagyrészt Kim Dzsong Un észak-koreai vezető Donald Trump amerikai elnökkel való közelgő csúcstalálkozója köré szerveződött. Kim és Mun  összeölelkezett, mielőtt Mun visszatért Dél-Koreába. Május 27-én Mun nyilvános beszédében kijelentette, hogy ő és Kim megállapodtak abban, hogy „bármikor és bárhol" újra találkoznak minden formalitás nélkül, és hogy az észak-koreai vezető ismét ígéretet tett a Koreai-félsziget atomfegyver-mentesítésére a Panmunjomi Nyilatkozatnak megfelelően.

## Napirend

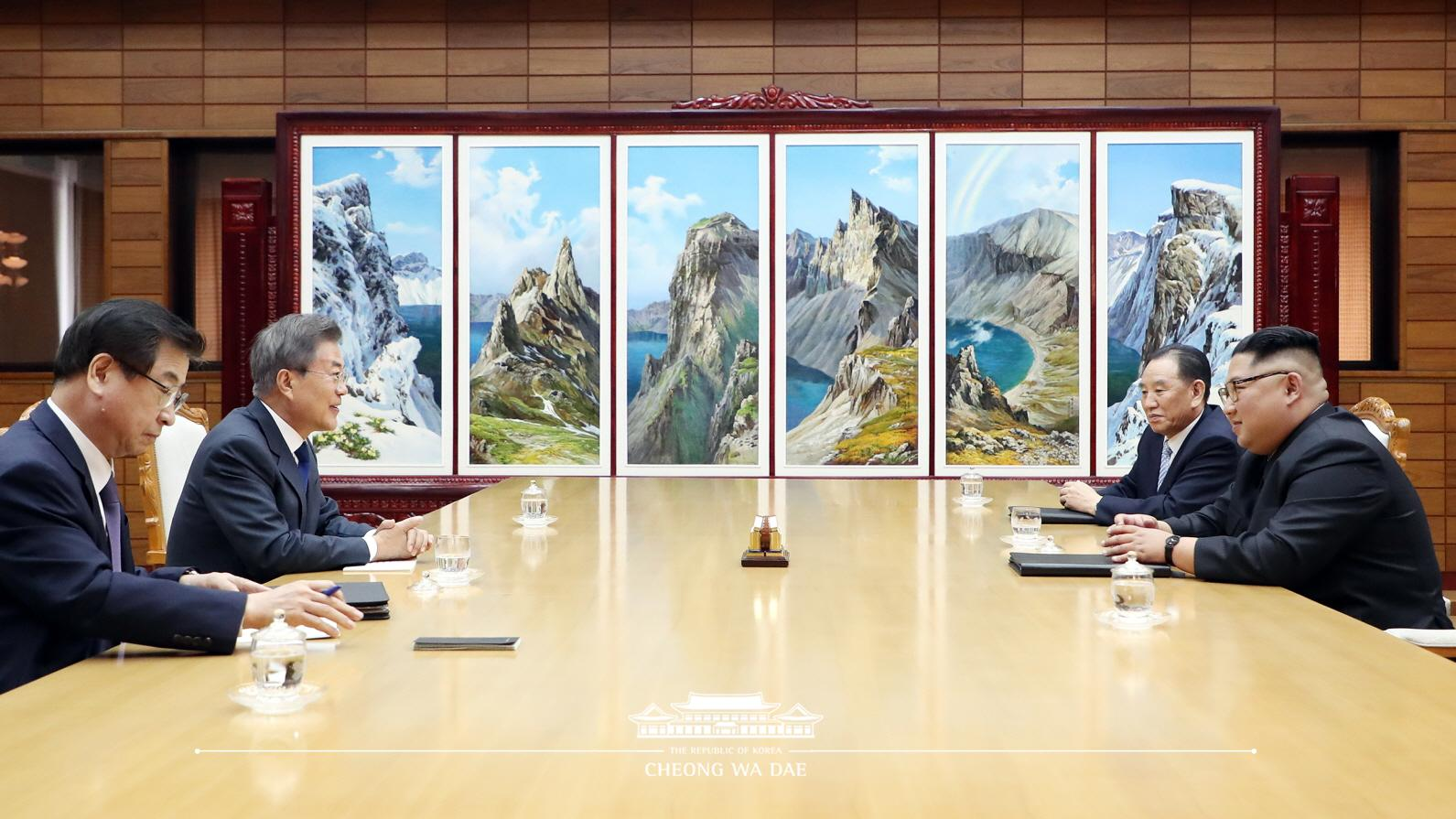
Mun és Kim a csúcstalálkozón

A két elnök véleményt cserélt a Trump–Kim-csúcstalálkozó kérdéseiről és megoldásairól, mivel Trump hirtelen lemondta a június 12-én sorra kerülő csúcstalálkozót. A találkozó fő célja az volt, hogy az amerikai csúcstalálkozót ismét napirendre vegyék, és folytassák az atomfegyver-leszerelési tárgyalásokat.

## Találkozó
A második, 2018-as csúcstalálkozót Kim Dzsong Un javaslatára szervezték meg 24 óra lefolyásán belül, de Mun Dzsein elfogadta Kim meghívását az Észak- és Dél-Korea közötti kritikus nukleáris menetrend szerint. Mun kifejezte meggyőződését, és megvitatta Kim Dzsong Unnal, hogy Kim hajlandó-e csatlakozni Trumppal folytatott nukleáris beavatkozásokhoz. Mun és Kim megállapodott abban, hogy június 1-jén magas szintű Korea-közi megbeszéléseket is összehívnak, amelyeket a katonai hatóságok közötti tárgyalások követnek a katonai feszültség enyhítése érdekében, valamint a Vöröskereszt tárgyalásai az elszakadt családok újraegyesítéséről. Mindkét vezető megállapodott abban is, hogy felgyorsítják a Panmunjomi Nyilatkozat végrehajtását, és „bármikor és bárhol" ismét találkoznak, formalitások nélkül.

## Hatásai
A június 1-jei találkozó során mindkét ország tisztviselői megállapodtak abban, hogy folytassák a katonai és a vöröskeresztes tárgyalásokat. Mindkét Korea megállapodott abban is, hogy újranyitják a közös irodát egy keszongi gyárparkban, amelyet az országok közösen üzemeltettek gazdasági övezetként, amíg a déliek 2016 februárjában le nem zárták azt egy észak-koreai nukleáris kísérlet után. Az első megbeszéléseket a Vöröskereszttel és a katonasággal az észak-koreai Koumgan-hegyi üdülőhelyen tartották 2018. június 22-én, és a megbeszélések során megállapodás született arról, hogy a 2015-ben lemondott családi összejövetelek 2018. augusztus 20. és 26. között folytatódnak.
A koreai háború vége óta az első családi egyesülésre augusztus 20-án került sor, amikor mintegy 330 dél-koreai 89 családból, akik közül sokan kerekesszékesek, 185 elszakadt rokont egyesítettek a  Kumgang-hegyi üdülőhelyen, más néven Gyémánt-hegyen. E családok dél-koreai tagjai augusztus 22-én tértek haza. Augusztus 24. és augusztus 26. között a családegyesítések második fordulójára került sor, amikor 81 családból összesen 326 dél-koreai utazott a Kumgang-hegyre, hogy találkozzanak közel 100, régóta elszakított északi rokonukkal. Szeptember 14-én megnyílt a Korea-közi Kapcsolattartó Iroda a Keszong ipari parkban.

### 2018. szeptemberi csúcstalálkozó
Augusztus 13-án bejelentették, hogy szeptemberben Phenjanban, az észak-koreai fővárosban tartják a harmadik 2018-as Korea-közi csúcstalálkozót. A találkozó célja, hogy folytassák az előző két csúcson elért eredményeket. Ri Son-gwon, az észak-koreai delegáció vezetője azt mondta újságíróknak, hogy a csúcstalálkozó konkrét időpontját már kitűzték, de azt akarják, hogy „az újságírók továbbra is találgassanak”. Augusztus 31-én jelentették be, hogy Moon szeptember 5-én különleges küldöttséget küld Észak-Koreába, hogy további nukleáris tárgyalásokat folytasson és összeállítsa a csúcstalálkozót. A küldöttség a tervezettnek megfelelően érkezett Észak-Koreába. Elhatározták, hogy a csúcstalálkozó háromnapos lesz, és szeptember 18. és 20. között tartják. A csúcstalálkozót hivatalosan is megtartották a tervezett időpontban.

## Fordítás
Ez a szócikk részben vagy egészben  a   May 2018 inter-Korean summit című angol Wikipédia-szócikk ezen változatának fordításán alapul.  Az eredeti cikk szerkesztőit annak laptörténete sorolja fel. Ez a jelzés csupán a megfogalmazás eredetét és a szerzői jogokat jelzi, nem szolgál a cikkben szereplő információk forrásmegjelöléseként.